# Minte-mă
Minte-mă (în engleză Lie to me) este un serial de televiziune american. A fost rulat pe Fox Network din 21 ianuarie 2009 până pe 31 ianuarie 2011. Personajul principal este doctorul Cal Lightman care, ajutat de colega sa, dr. Gillian Foster, detectează înșelăciunile, minciunile oamenilor, analizând limbajul corpului și microexpresiile și își folosește acest talent în favoarea clienților săi. Cal și Gillian o angajează pe Ria, care se pare că are un talent înnăscut în detectarea minciunilor. Între  cei doi se pare că există câteodată divergențe, poate pentru că  Lightman a trebuit să învețe tot ceea ce știe, pe cand Ria are un ochi format. Pe parcursul episoadelor, echipa rezolvă diferite cazuri, de la crime la cazuri nu atât de grave.
În data de 21 mai 2009, serialul a fost reînnoit cu un a doilea sezon, conținând 13 episoade, având premiera în 28 septembrie 2009. Sezonul 2 a avut premiera pe 25 mai 2013.
În 24 noiembrie 2009, Fox a cerut încă 9 episoade pentru sezonul 2, aducând acest sezon la un număr de 22 de episoade.
În 12 mai 2010, Entertainment Weekly anunță că Lie to me o să aibă un al treilea sezon. Inițial, acest sezon trebuia să aibă premiera în data de 10 noiembrie 2010. În 28 septembrie 2010, data premierei a fost mutată pentru 4 octombrie 2010, din cauza anulării serialului Lone Star. Lie to me a fost anulat de Fox în data de 11 mai 2011.
Serialul este inspirat de munca lui Paul Ekman, expert mondial în expresii faciale și fost profesor de psihologie la Universitatea din California San Francisco, medicină. Dr. Ekman a fost consilier al departamentelor de poliție și al grupurilor anti-teroriste, fiind de asemenea și consilier de știință la producerea serialului. Este și autor a 15 cărți, printre care "Telling lies", "Emotions Revealed".

## Personaje și distribuție
.  Adesea confruntat de scepticismul oamenilor, Lightman folosește orice tehnică psihologică pe care o consideră necesară pentru a afla adevărul, indiferent dacă elaborat sau prin confruntări. El este divorțat și a împărțit custodia fiicei sale adolescente. Acesta ține mult la colega lui, Gillian Foster, existând o chimie între cei doi, nedezvoltată în nimic mai mult, cu toate că la sfârșitul sezonului al treilea,el îi mărturisește fiicei sale că o iubește pe colega lui. Mama lui s-a sinucis când acesta era încă tânăr, fapt care l-a condus la descoperirea și cercetarea microexpresiilor. Există dovezi cum că acesta a fost implicat în "Inteligența britanică". A admis de asemenea că a fost un agent MI6, în timpul războaielor iugoslave în 1994, în încercarea de a câștiga încrederea unui agent de inteligență pe care îl interoga. Lightman este un suporter West Ham United, precum menționează în sezonul al doilea, apărând de asemenea într-unul din episoadele sezonului al doilea cu o eșarfă vișiniu cu albastru. Personajul este bazat pe dr. Paul Ekman, psiholog și expert în limbajul corpului și expresii faciale la Universitatea din California, San Francisco.
.

- Kelli Williams - Dr. Gillian Foster, colega dr. Lightman în "Grupul dr. Lightman". Lipsa de candoare a soțului ei face ca uneori să fie provocată de pactul pe care l-a făcut cu dr. Lightman, și anume: calitățiile lor profesionale să nu interfereze cu viețiile lor personale. Așa că, atunci când Cal crede că soțul ei, Alec o înșeală, acesta pur și simplu ignoră ceea ce vede. Este dovedit mai târziu că de fapt soțul ei nu o înșeală, dar încearcă să își ascundă dependența din cauza drogurilor. Aceștia divorțeaza imediat. Gillian a adoptat o fetiță (Sophie), care în cele din urmă se întoarce la mama ei biologică. Acest personaj este bazat pe dr. Maureen O’Sullivan, fost profesor de psihologie la Universiatea din San Francisco.

- Brendan Hines - Eli Loker, un angajat al "Grupului Lightman". În primul sezon, acesta aderă la "Onestitatea Radicală", dar cu toate acestea uneori minte, cu toate că îl face să pară nediplomat sau nepoliticos. Lightman l-a retrogradat la muncă neplătită, după ce acesta a divulgat informații importante în timp ce lucra la un caz. Cu toate acestea, el este numit mai apoi vice președinte, ceea ce produce o ruptură în relația lui cu Torres.

- Monica Raymund - Ria Torres, angajată a "Grupului Lightman" și protejată a dr. Lightman, recunoscută ca o "Înnăscută", în timp ce lucra ca agent de poliție. Torres a fost violată când era mică, o însușire comună a "înnăscuților". Deși talentată și loială, acesteia îi lipsește antrenamentul academic, fapt pentru care uneori iși lasă rațiunea condusă de emoții. Aceasta are o soră vitregă care este la închisoare.

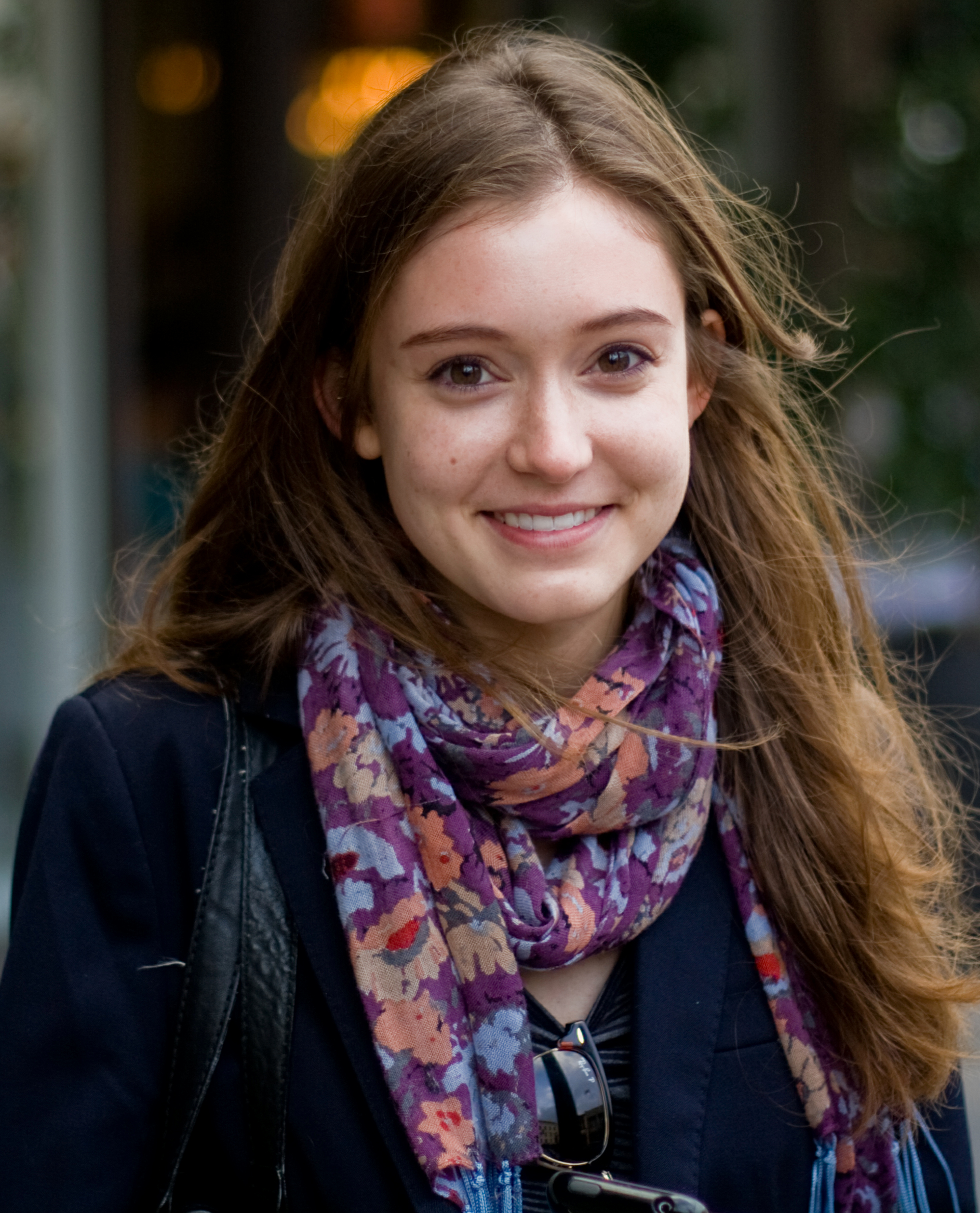
Hayley McFarland, care interpretează rolul lui Emily Lightman

- Hayley McFarland - Emily Lightman, fiica adolescentă a dr. Lightman. Aceasta se află sub custodie împărțită și, deși nu apreciază abilitățiile tatălui său de a o "citi" , aceasta nu neagă meritul lui în privința ocrotirii sociale. Aceasta a avut mai mulți iubiți de-a lungul sezoanelor, pe care tatăl său i-a scrutizat. Deși uneori aceasta are probleme, făcându-și acte false, fiind activă sexual ș.a., are o relație balansată și se înțelege bine cu tatăl ei.

- Mekhi Phifer - Ben Reynolds, un agent FBI, care este atribuit să asiste Grupul Lightman în investigațiile lor, oferind asistență înnarmată și perspective practice. Reznolds nu este întotdeauna de acord cu metodele doctorului Lightman, dar îi poartă întotdeauna de grijă.

### Personaje episodice
- Jennifer Beals - Zoe Landau, fosta soție a doctorului Lightman și mama lui Emily. Este avocat asistent și este logodită cu un alt bărbat, întâlnindu-se și cu Lightman, după ce acesta a ajutat-o la un caz.
- Monique Gabriela Curnen - Detectiv Sharon Wallowski. Este ofițer de poliție care îl asistă pe Lightman.
- Tim Guinee - Alec Foster, fostul soț al lui Gillian Foster,lucrează la departamentul Statelor Unite.  Este dependent de droguri. Cei doi au divorțat.
- Sean Patrick Thomas - Special Agent Karl Dupree. A asistat Grupul Lightman la un caz, incluzând un ambasador sud-corean, care era țintă de asasinare la nunta fiului său. Torres și Dupree au o relație amoroasă. Acesta îi ia apărarea lui Torres, când ea a divulgat informații importante în timp ce lucra la un caz.
- Brandon Jones - Liam, iubitul lui Emily Lightman, un adolescent de liceu care nu este intimidat de dr. Lightman. Emily se desparte de el pentru că acesta nu crede în sex înaintea căsătoriei.

## Subiectul
Sezonul întâi este deschis cu Gillian și Cal, care o angajează pe Ria Torres, ofițer de poliție, care este o "înnăscută". Lightman încearcă să o citească, dar în cele din urmă ea este cea care îl citește pe el, când acesta nici nu se așteaptă.
Dr. Lightman a ajuns să studieze microexpresii după ce mama lui s-a sinucis, când acesta era încă tânăr.
În câteva dintre primele episoade, Lightman lucrează cu Torres la rezolvarea unui caz, în timp ce Foster si Loker lucrează la rezolvarea altui caz. Uneori cazurile lor interferează, aceștia ajutându-se între ei. Pe parcursul primului sezon, cazurile devin mai complexe,iar cei patru ajung să lucreze împreună la fiecare caz în parte.
Aceștia folosesc anumite metode de intervievare sau interogare, trucuri speciale pentru a scoate adevărul de la suspecți. În mai multe episoade, suspecții refuză să răspundă, asa că dr. Lightman le citește limbajul corpului și rezolvă cazurile în acest mod.

### Echipajul principal
Samuel Baum, Brian Grazer - coordonator, David Nevins, Steven Maeda. Katherine Pope, fost președinte al "NBC Universal’s TV studio", producător secundar. A lucrat în ultimele 4 episoade ale sezonului întâi. Shawn Ryan, creator al "The Shield and The Unit", a coordonat demersul show-ului în al doilea sezon.

## Premii și nominalizări
- 2009 "Primetime Emmy Award for Outstanding Main Title Design" (nominalizat)
- 2011 "Favorite TV Crime Drama" (câștigat)
- 2011 "Favorite TV Crime Fighter" (Tim Roth, câștigat)

## Difuzare
| Țară               | TV prin internet                           |
| ------------------ | ------------------------------------------ |
| Albania            | Digi +                                     |
| Argentina          | Fox                                        |
| Arab World         | Fox                                        |
| Armenia            | Kentron TV                                 |
| Australia          | Network Ten, W                             |
| Austria            | ATV                                        |
| Belgium            | 2BE, RTL-TVI                               |
| Brazil             | Fox, Rede Globo                            |
| Bulgaria           | bTV Cinema                                 |
| Canada             | Global, V                                  |
| Chile              | Fox, MEGA                                  |
| Colombia           | Fox, Caracol Television                    |
| Costa Rica         | Fox                                        |
| Croatia            | HRT2                                       |
| Cuba               | Multivision                                |
| Czech Republic     | TV Prima                                   |
| Denmark            | TV2                                        |
| Dominican Republic | Fox                                        |
| Ecuador            | Fox Broadcasting Company                   |
| El Salvador        | Fox Broadcasting Company                   |
| Estonia            | TV3                                        |
| Finland            | MTV3                                       |
| France             | M6, Paris Première                         |
| Georgia            | Rustavi 2                                  |
| Germany            | VOX                                        |
| Honduras           | Fox                                        |
| Hungary            | RTL Klub, Cool TV                          |
| Iceland            | Stöð 2                                     |
| India              | STAR World                                 |
| Indonesia          | Fox, B Channel                             |
| Ireland            | RTÉ Two                                    |
| Israel             | yes stars Action HD                        |
| Italy              | Fox, Rete 4                                |
| Japan              | Fox, TV Tokyo                              |
| Kazakhstan         | KazTRK                                     |
| Latvia             | TV3, TV3+, TV6, Fox Life                   |
| Lithuania          | TV3                                        |
| Malaysia           | ntv7 Fox                                   |
| Mauritius          | MBCDigital 2                               |
| México             | Fox                                        |
| Moldova            | Jurnal TV                                  |
| The Netherlands    | RTL 5                                      |
| New Zealand        | TV3 (New Zealand)                          |
| Norway             | TV2                                        |
| Panama             | Fox, TV Max                                |
| Paraguay           | Fox                                        |
| Peru               | Fox                                        |
| Philippines        | Fox, Jack TV                               |
| Poland             | Canal+ Poland, FOX Life, TVP Seriale, TVP2 |
| Portugal           | FOX (Portugal), TVI                        |
| Russia             | Channel One (Russia), TV3                  |
| Serbia             | TV Avala                                   |
| Singapore          | Starhub Channel 505 – Fox Channel          |
| Slovakia           | TV JOJ                                     |
| Slovenia           | TV 3                                       |
| South Africa       | M-Net                                      |
| South Korea        | Fox Korea                                  |
| Spain              | Antena3                                    |
| Sweden             | TV4                                        |
| Switzerland        | RSI La 1, 3+, TSR 1                        |
| Taiwan             | PTS                                        |
| Thailand           | True Series (Thailand), Fox Thailand       |
| Turkey             | Foxlife                                    |
| Ukraine            | 1+1                                        |
| United Kingdom     | Sky1, Pick TV, Universal Channel (UK)      |
| Uruguay            | Canal 4                                    |
| Venezuela          | Fox                                        |
| Vietnam            | VTV6                                       |